# میشل مافزولی

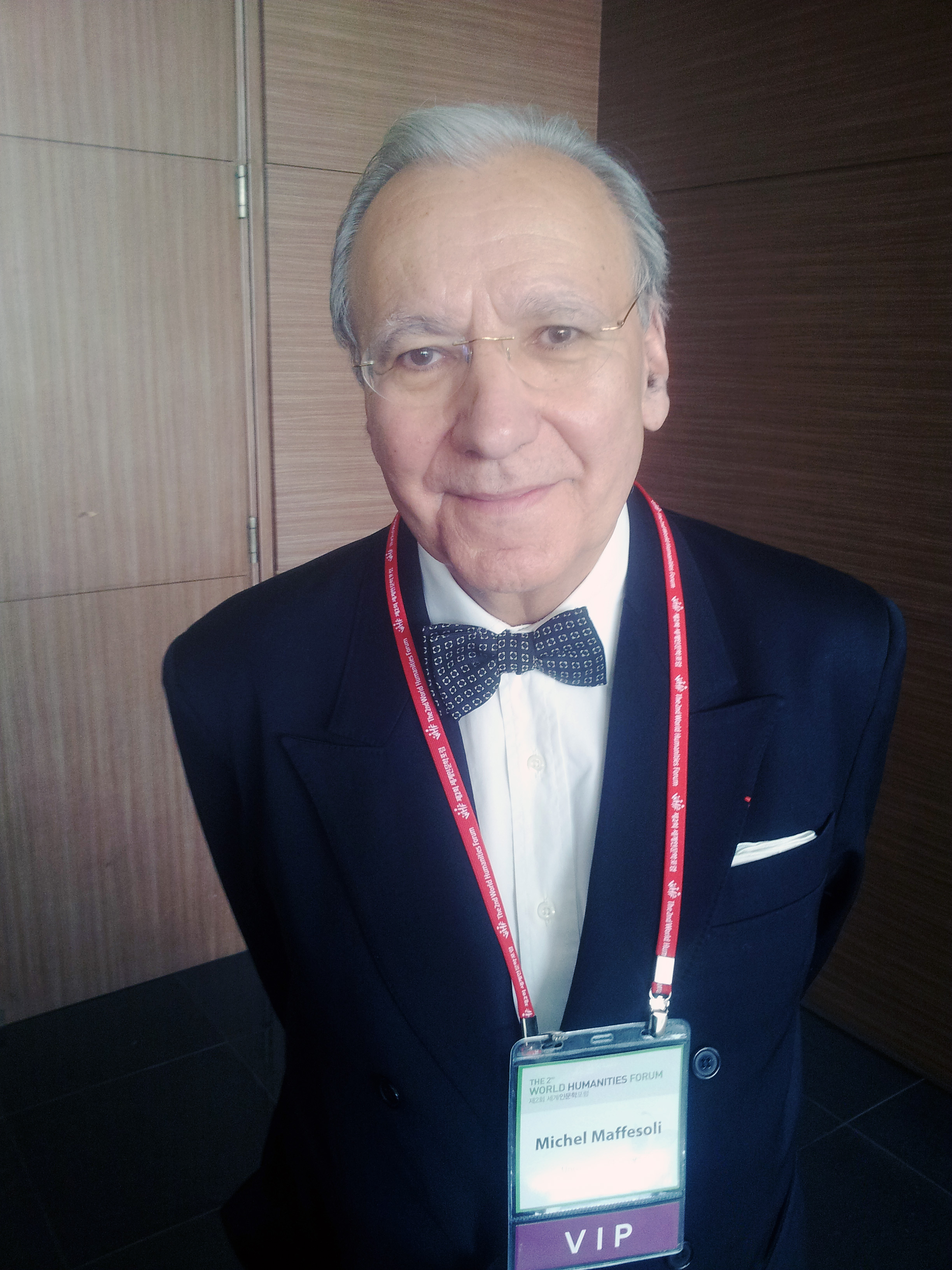
میشل مافزولی، جامعه‌شناس اهل فرانسه - ۲۰۱۲

میشل مافزولی (زادهٔ ۱۴ نوامبر ۱۹۴۴ گرسساک، ارو) جامعه‌شناس اهل فرانسه است. 
او از شاگردان سابق ژیلبرت دوراند و جولین فروند است و استاد افتخاری دانشگاه دکارت پاریس است. زمینهٔ اصلی کار او ارتباطات در داخل جامعه و تسلط "امر خیالی" در زندگی روزمره جوامع معاصر است کهبه همین دلیل به الگوی پست مدرن ارتباط پیدا می کند. 
میشل مافزولی از سپتامبر ۲۰۰۸، پس از بحث و مناقشات بسیاری که در باب نامزدی او در گرفت بالاخره عضو انجمن دانشگاهی فرانسه شد.  وضعیت او از نظر علمی و حرفه ای به طور کلی بحث انگیز است و از جمله استادی او بر رساله دکترای الیزابت تسیه محل اختلاف است .

## فعالیت‌های حرفه ای
در سال ۱۹۷۲، میشل مافزلی مدیر تیم تحقیقاتی جامعه شناسی شهری ESU در گرنوبل بود. از موضوعات کار او تفکر در حوزه فضا و مکان است و از جمله اثری که در مورد عشایر نوشته است در همین زمینه است ( Du Nomadisme، Vagabondages initiatiques ، La Table ronde، 1997). آثار او بسیار تحت تاثیر اندیشه‌های پی‌یر سانسو و ژان دووینیو است که در سال ۱۹۷۸ از استادان رساله دکتری او بودند. 